# Orichiv
Orichiv (ukrainska: Оріхів uttal (fil)) är en stad i Zaporizjzja oblast i sydöstra Ukraina. Den ingår i Polohy rajon. Orichiv hade år 2021 ungefär 14 100 invånare.